# Sinagoga di Trondheim

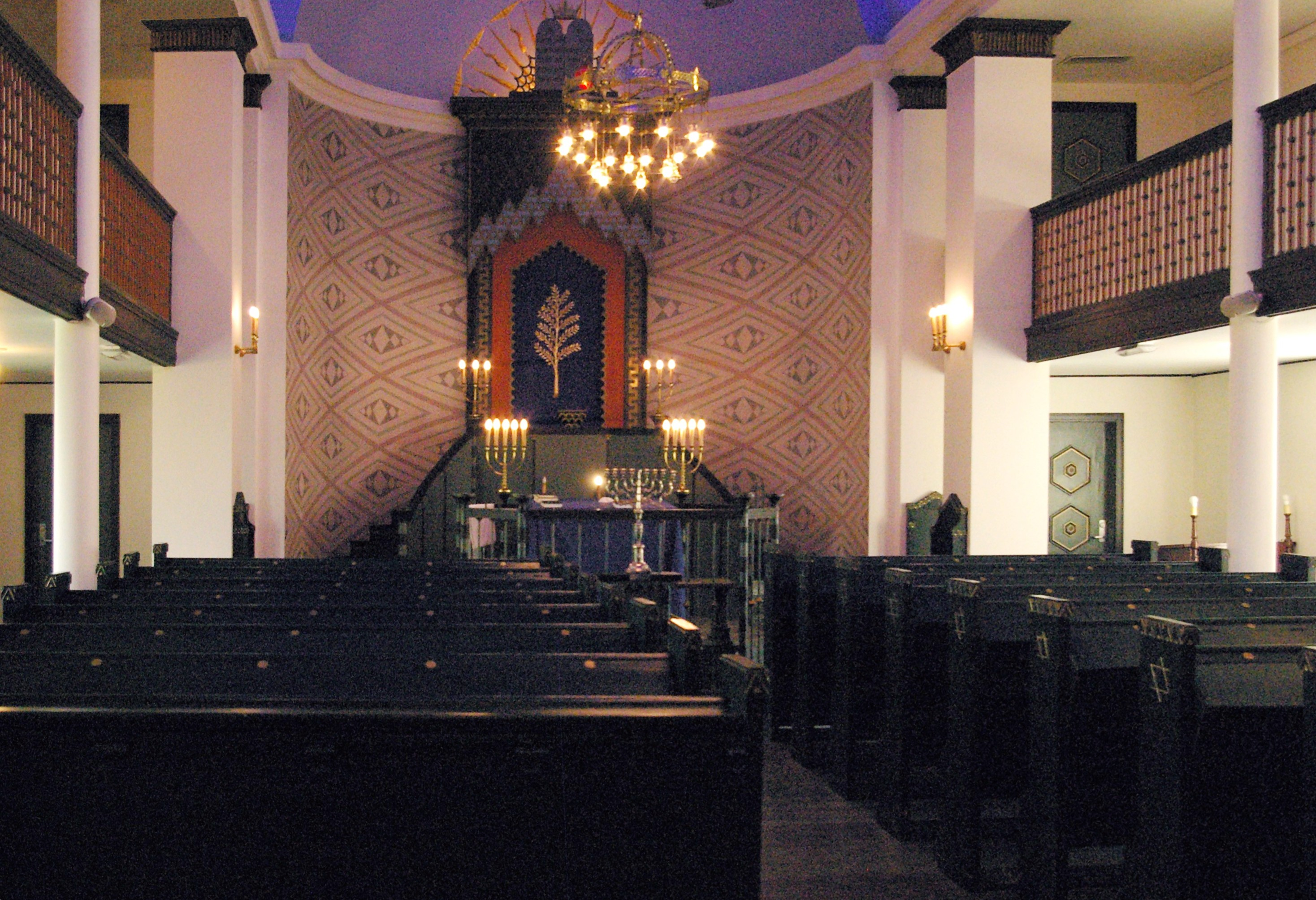
L'interno della sinagoga

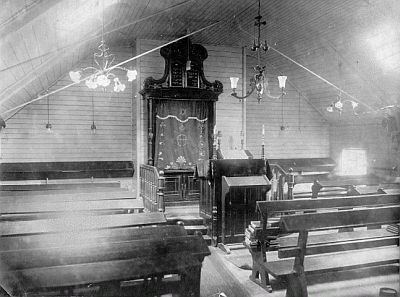
La sala usata come sinagoga prima della costruzione del nuovo edificio

La sinagoga di Trondheim, inaugurata nel 1925, è dopo la sinagoga di Oslo la seconda sinagoga monumentale della Norvegia.

## Storia e descrizione
I primi ebrei erano arrivati a Trondheim attorno al 1880 provenienti dai Paesi Baltici. La comunità ebraica si costituì ufficialmente nel 1905 e ebbe un primo locale adattato a sinagoga. Il nuovo edificio fu inaugurato il 13 ottobre 1925, ristrutturando una vecchia stazione ferroviaria del 1864 che era caduta in disuso e quindi ceduta all'Esercito della Salvezza.
L'esterno è rimasto quello originario della vecchia stazione ferroviaria. L'interno invece fu radicalmente ridisegnato ricavandone una ampia sala di preghiera a tre navate. Ad essa furono date semplicissime linee neo-classiche, con colonne che sorreggono i matronei su tre lati e il soffitto a botte. Un'abside fu aggiunta per accogliere l'arca santa.
Il 9 aprile 1940 i tedeschi invasero la Norvegia e un anno dopo confiscarono e vandallizzarono la sinagoga di Trondheim, utilizzandola come stalla. Gli ebrei rimasti in città furono deportati e solo pochi di essi sopravvissero.
La sinagoga fu restaurata nel 1947 e riaperta al culto. Il Museo Ebraico, oggi accolto nei suoi locali, fu fondato nel 1997. Nel 2000 l'edificio è stato oggetto di importanti lavori di consolidamento e restauro.
La sinagoga di Trondheim si vanta di essere la sinagoga più settentrionale d'Europa. È tuttora attiva al servizio della piccola comunità ebraica locale.